# راهیان نور

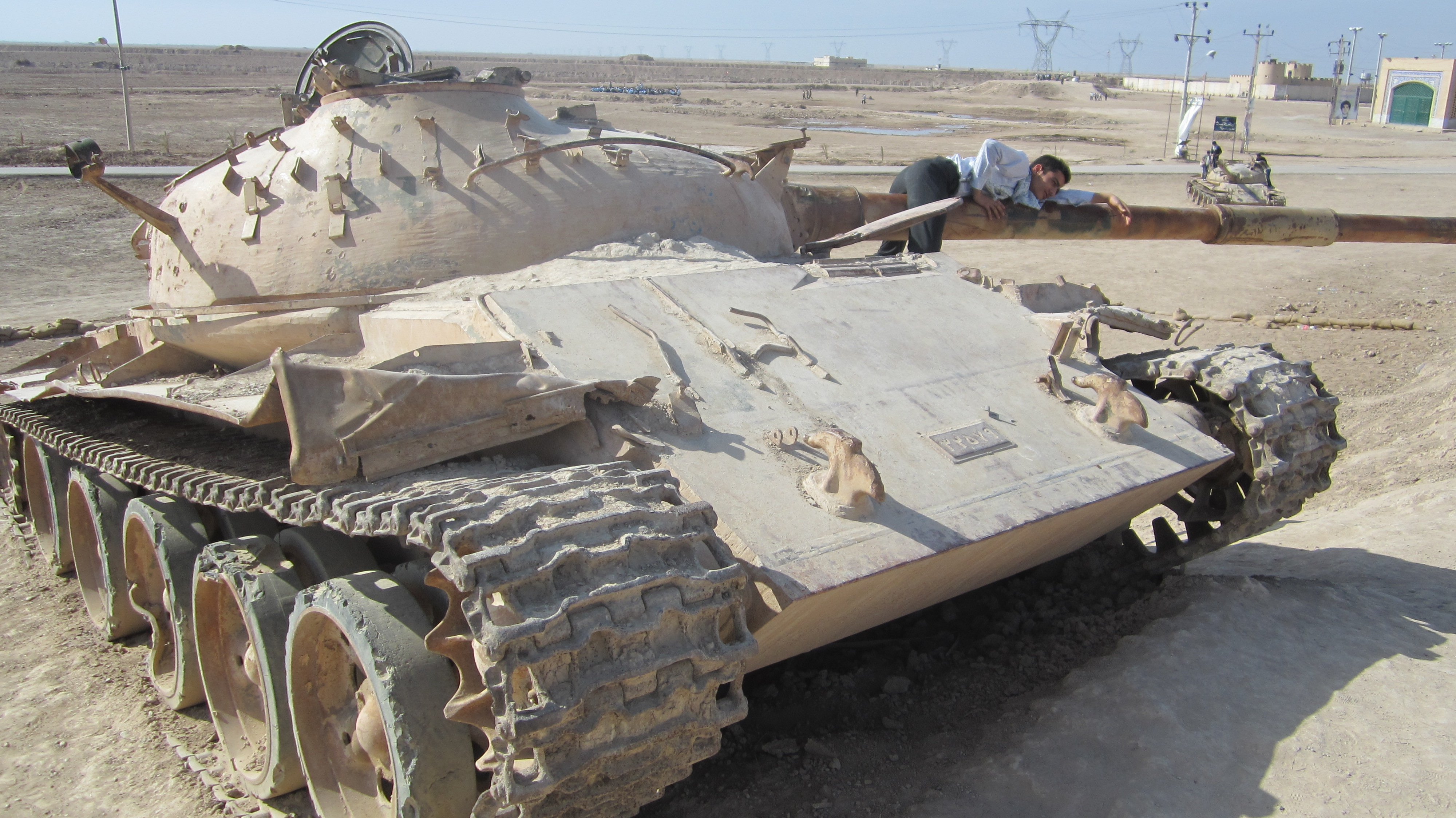
تانکی به جا مانده از جنگ ایران و عراق در مناطق یادبود جنگ ایران و عراق و دانش‌آموزان بازدیدکننده در کنار آن

راهیان نور نامی است برای گروه بزرگی از کاروان‌های سیاحتی - مذهبی در ایران که به بازدید از مناطق جنگی بازمانده از جنگ ایران و عراق در غرب و جنوب غربی این کشور می‌پردازند. بیشتر این کاروان‌ها هم‌زمان با تعطیلات نوروزی و نیز تعطیلات تابستانی، برای مناطق غرب کشور، فعال می‌شوند. مناطق مرزی استان خوزستان به ویژه منطقه شلمچه از مقصدهای پرطرفدار این گروه‌هاست. این کاروان ها به سمت یادمان شهدای شوش نیز سفر می‌کنند.
این حرکت نوعی از گردشگری جنگ در ایران محسوب می‌شود.
بنیاد حفظ آثار و نشر ارزش‌های دفاع مقدس و مقاومت سازمان دهنده و متولی اصلی اردوهای سراسری «راهیان نور» است که هر ساله گروه‌هایی از مردم مناطق مختلف ایران را برای بازدید از مناطق جنگی غرب و جنوب غربی این کشور، به استان‌های هم‌مرز با عراق می‌برد.

## تاریخچه
کاروان راهیان نور از سال ۱۳۷۶ آغاز شده‌است. این حرکت بعد از پایان جنگ ایران و عراق، توسط گروه‌های مردمی خود جوش متشکل از رزمندگان شکل گرفت که در ایامی خاص نظیر عید نوروز، ایام محرم و ... کاروان‌هایی را برای بازدید از مناطق جنگی سامان می‌دادند و محل‌هایی نظیر یادمان‌های فعلی شلمچه، اروند کنار و فتح المبین مورد بازدید این کاروان‌ها قرار می‌گرفت. این روند تا سال ۱۳۷۶ ادامه پیدا کرد.
در سال ۱۳۷۷ بسیج دانشجویی از ظرفیت‌های اردوهای راهیان نور استفاده کرد و اعزام کاروان‌های دانشجویی شروع شد. سپس بسیج محلات نیز شروع به اعزام کاروان‌هایی نمودند.

## بازدید رهبر ایران

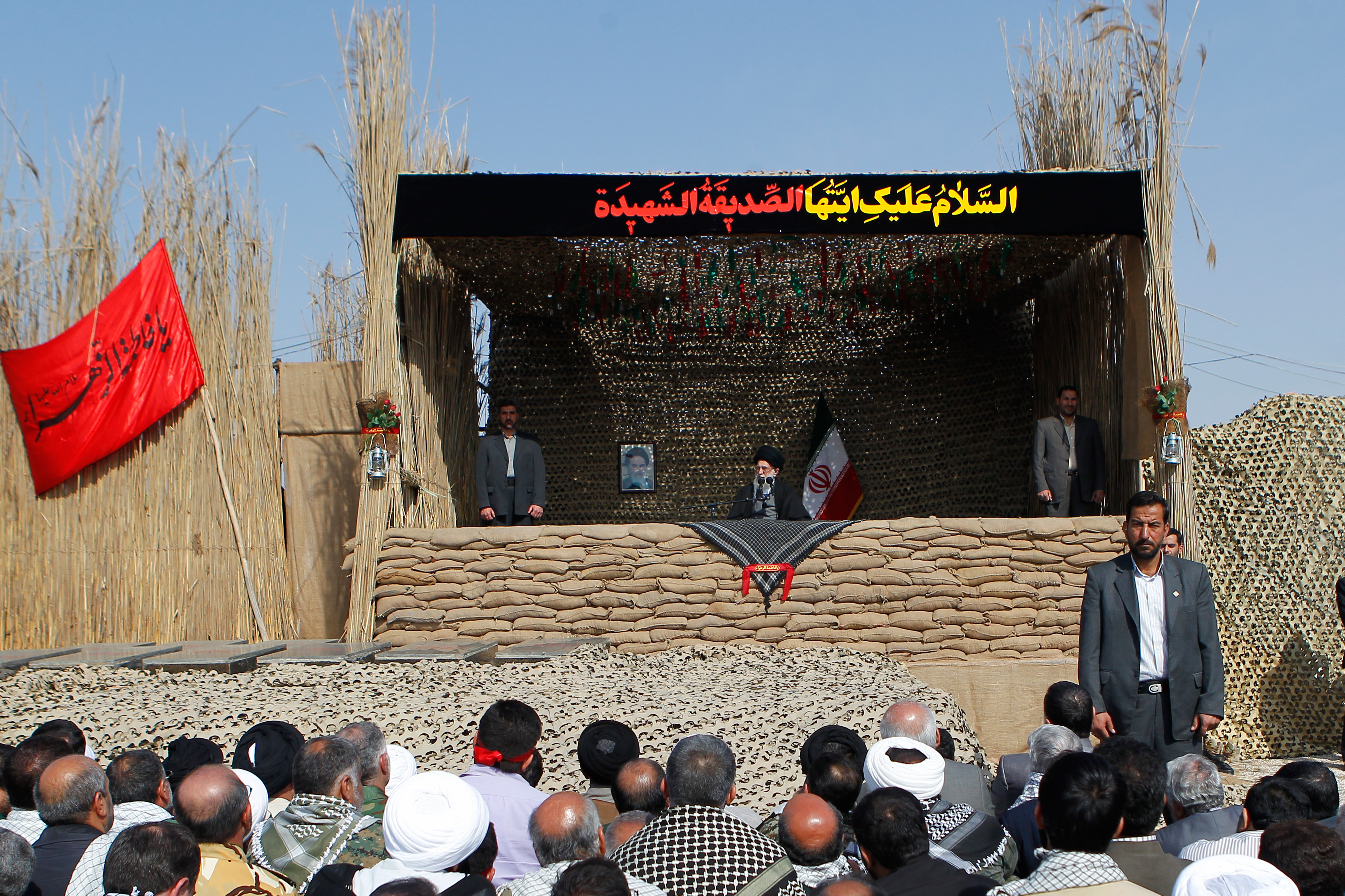
حضور سید علی خامنه‌ای در «یادمان شهدای شرق کارون» در منطقه عملیاتی دارخوین و سخنرانی در جمع کاروان‌های راهیان نور،

سفر سیدعلی خامنه‌ای در تاریخ ۱۳۷۸/۱/۸ به یادمان شلمچه و حضور در میان زائران راهیان نور سبب توجه بیشتر به این اردوهای سیاحتی زیارتی شد. در تاریخ ۱۳۷۸/۱۲/۱۲ دستورالعملی مبنی بر تشکیل ستاد هماهنگی راهیان نور با مسئولیت و ریاست بنیاد حفظ آثار و نشر ارزش‌های دفاع مقدس از سوی ستاد کل نیروهای مسلح ابلاغ گردید در این دستورالعمل به ۲۱ محل جهت بازدید کاروان‌های راهیان نور اشاره شده‌است.
در سال ۱۳۸۴ و با ابلاغ سیدعلی خامنه‌ای، ستاد مرکزی راهیان نور در قالب اساسنامه بنیاد حفظ آثار و نشر ارزش‌های دفاع مقدس مأموریت خود را از سر گرفت. به همین منظور ستاد مرکزی راهیان نور با هدف ساماندهی به وضعیت راهیان نور در سال ۱۳۸۳ ذیل ساختار بنیاد حفظ آثار و نشر ارزش‌های دفاع مقدس تعریف و در سال ۱۳۸۴ ستاد مرکزی راهیان نور تأسیس شد.
همچنین اردوهای راهیان نور از سال ۱۳۹۰ در قالب محتوای آموزشی وارد مدارس کشور شد و به عنوان دوره عملی درس آمادگی دفاعی دبیرستان قرار گرفت.

## محورهای بازدید

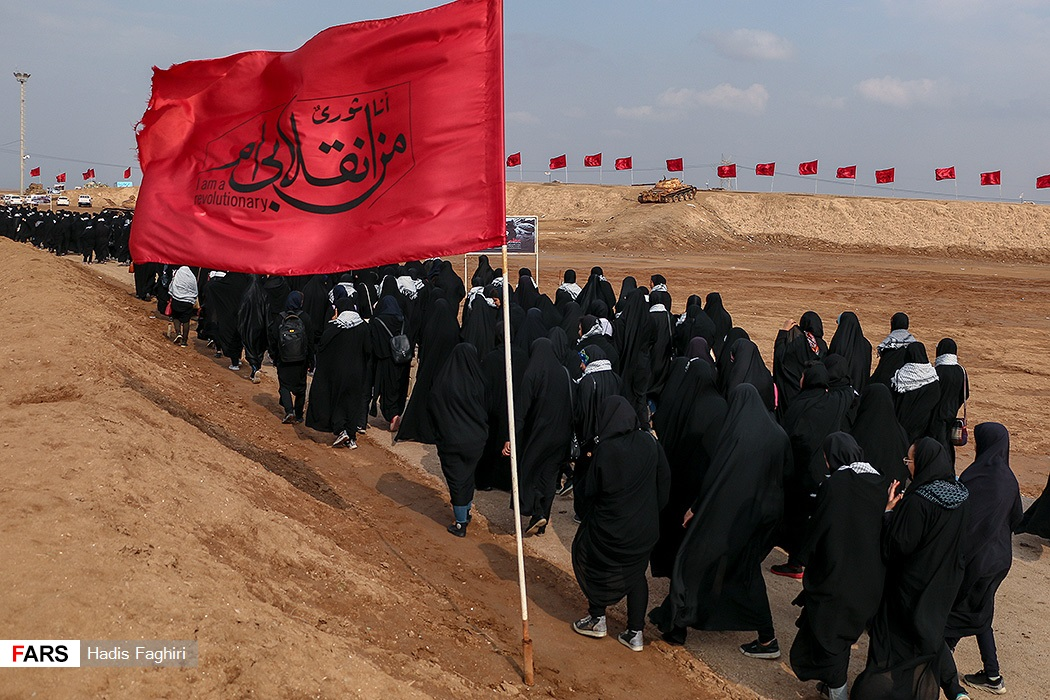
کاروان راهیان نور دانش آموزان دختر شیرازی در بازدید از مناطق عملیاتی جنوب کشور، آذر ۱۳۹۷

- مناطق عملیاتی شرهانی
- مناطق عملیاتی فکه
- مناطق عملیاتی طلائیه
- مناطق عملیاتی هویزه
- مناطق عملیاتی شلمچه
- مناطق عملیاتی دهلاویه
- مناطق عملیاتی اروندکنار
- مناطق عملیاتی فتح‌المبین
- پادگان دو کوهه[۶]

## روز ملی راهیان نور
روز ۲۰ اسفند ماه به مناسبت نخستین حضور سیدعلی خامنه‌ای در راهیان نور به «روز ملی راهیان نور» نامگذاری شده‌است.

## حوادث
تعداد افراد حاضر در این حرکت را سالانه حدود پنج میلیون نفر شمرده‌اند. در طول این سال‌ها تلاش برای تسهیل و توسعه بیشتر زیرساخت‌های گردشگری راهیان نور از مهمترین محورهای بحث در این خصوص بوده‌است.
- ۲۵ اسفند ۱۳۸۶ - در اثر تصادف یک دستگاه اتوبوس کاروان راهیان نور در استان خوزستان بیست و دو نفر کشته شدند. این اتوبوس که حامل دانشجویان پسر دانشگاه علمی - کاربردی غیرانتفاعی خیام مشهد بود در محور اندیمشک به خرم‌آباد با یک دستگاه تانکر سوخت برخورد کرد و آتش گرفت. در این حادثه، ۲۲ سرنشین اتوبوس در شعله‌های آتش کشته شدند و هفت نفر دیگر نیز زخمی شدند.[۹][۱۰]
- ۶ فروردین ۱۳۸۷ - واژگونی یک دستگاه اتوبوس در استان خوزستان موجب مرگ بیست و هفت نفر شد. این اتوبوس که حامل فرهنگیان استان چهارمحال و بختیاری بود در محور شهرکرد به ایذه به دلیل سرعت زیاد و برخورد با گاردریل جاده کنترل خود را از دست داد و واژگون شد. در این سانحه ۲۷ نفر کشته و ۱۳ تن نیز زخمی شدند.[۱۱]
- ۸ فروردین ۱۳۸۷ - اتوبوس حامل کاروان راهیان نور در استان خوزستان مورد حمله مسلح افراد ناشناس قرار گرفت. این اتوبوس شامگاه پنج‌شنبه ۸ فروردین در حالی که عازم منطقه دهلاویه بود، در جاده اهواز به سوسنگرد مورد حمله افراد مسلح ناشناس قرار گرفت. در این حادثه، دو نفر از سرنشینان اتوبوس، در اثر اصابت گلوله زخمی شدند.[۱][۱۲]
- ۱۵ بهمن ۱۳۹۰ - عصر روز شنبه تصادف اتوبوس دانش آموزان دختر استان خراسان رضوی در حوالی بروجرد، منجر به کشته شدن ۳ دانش آموز و جراحت شدید ۱۳ نفر از دانش آموزان و مربیان و مسئولین این اتوبوس شد.[۱۳]
- ۱۶ بهمن ۱۳۹۰ - صبح روز یکشنبه اتوبوس دانش آموزان دختر اردبیل در نزدیکی پل دختر استان لرستان واژگون شد و چهار نفر به شدت مجروح شدند.[۱۴]
- ۲۸ مهر ۱۳۹۱ - واژگونی یک اتوبوس در مسیر اهواز - بروجن، ۲۱ کشته بر جا گذاشت. یک اتوبوس اسکانیا که از اهواز به سمت بروجن در حال حرکت بود در کیلومتر ۱۸۵ لردگان به دهدز، به دلیل تخطی از سرعت مجاز از مسیر خارج و واژگون شد. در این حادثه ۲۱ نفر در دم کشته و ۲۳ نفر مجروح شدند.[۱۵][۱۶]
- ۱ آذر ۱۳۹۱ - اتوبوس راهیان نور دانش آموزان سیستان و بلوچستانی در محور شیراز به گچساران واژگون شد. این اتوبوس که حامل دانش آموزان دختر مقطع دوم دبیرستان شهر نیکشهر استان سیستان و بلوچستان به سمت مناطق عملیاتی جنوب بود، در منطقه «خان احمد» در ۳۰کیلومتری شهر گچساران دچار حادثه شد. بر اثر این حادثه ۱۴ نفر زخمی شدند. از ۱۴ مصدوم این حادثه یک تن راننده اتوبوس، سرپرست کاروان و ۱۲ تن دیگر دانش‌آموزان بودند که دو مصدوم سرپایی درمان و مرخص شدند و حال دو مصدوم دیگر نیز وخیم است.[۱۷]
- ۵ فروردین ۱۳۹۳ ساعت ۱۴ روز سه شنبه یک دستگاه اتوبوس حامل راهیان نور که از زرند کرمان برای بازدید از مناطق جنگی عازم خوزستان بود در ۱۵ کیلومتری خط مرزی طلائیه استان خوزستان در جاده فرعی دچار واژگونی شد. در حالی که برخی رسانه‌ها کشته شدگان حادثه را دانش آموزان پسر اعلام کرده‌اند، مسوولان وزارت آموزش و پرورش در تماس خبرنگار خبرگزاری دانا، اعلام کردند که این اتوبوس از کاروان راهیان نور دانش آموزی نبوده‌است.[۱۸]
- ۲۱ آذر ۱۳۹۶ عصر روز سه شنبه یک دستگاه اتوبوس حامل ۳۹ دانش آموزان دختر راهیان نور که از استان البرز برای بازدید از مناطق جنگی عازم خوزستان در جاده سوسنگرد دچار سانحه رانندگی شد و در این تصادف سه نفر از دانش‌آموزان و یک نفر از همراهان جان خود را از دست دادند.[۱۹]

## رونمایی از تمبر یادبود
در اسفندماه ۱۳۹۴ از تمبر یادبود راهیان نور و هم‌زمان با روز ملی راهیان نور در خرمشهر رونمایی شد.

## نگارخانه

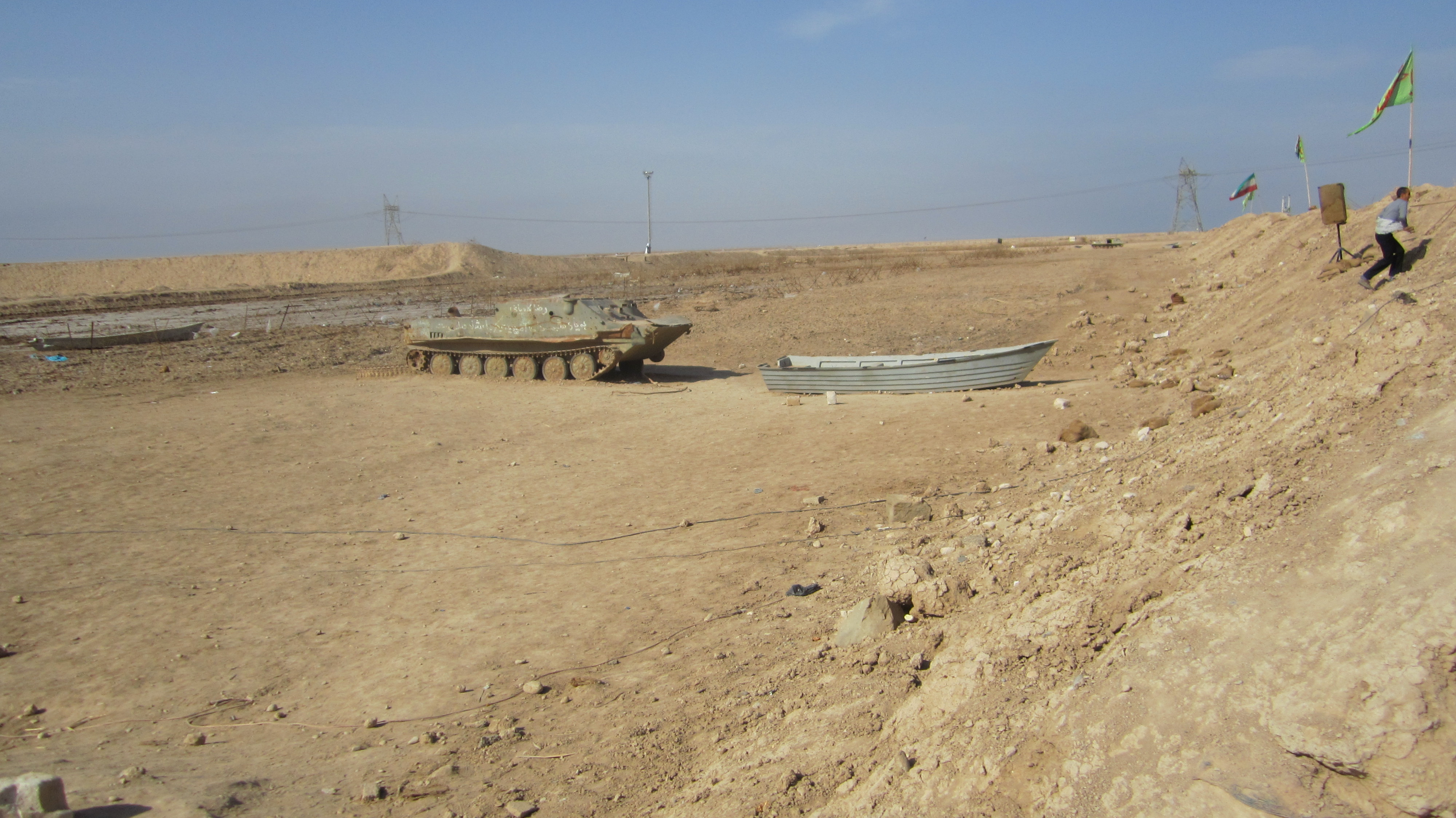
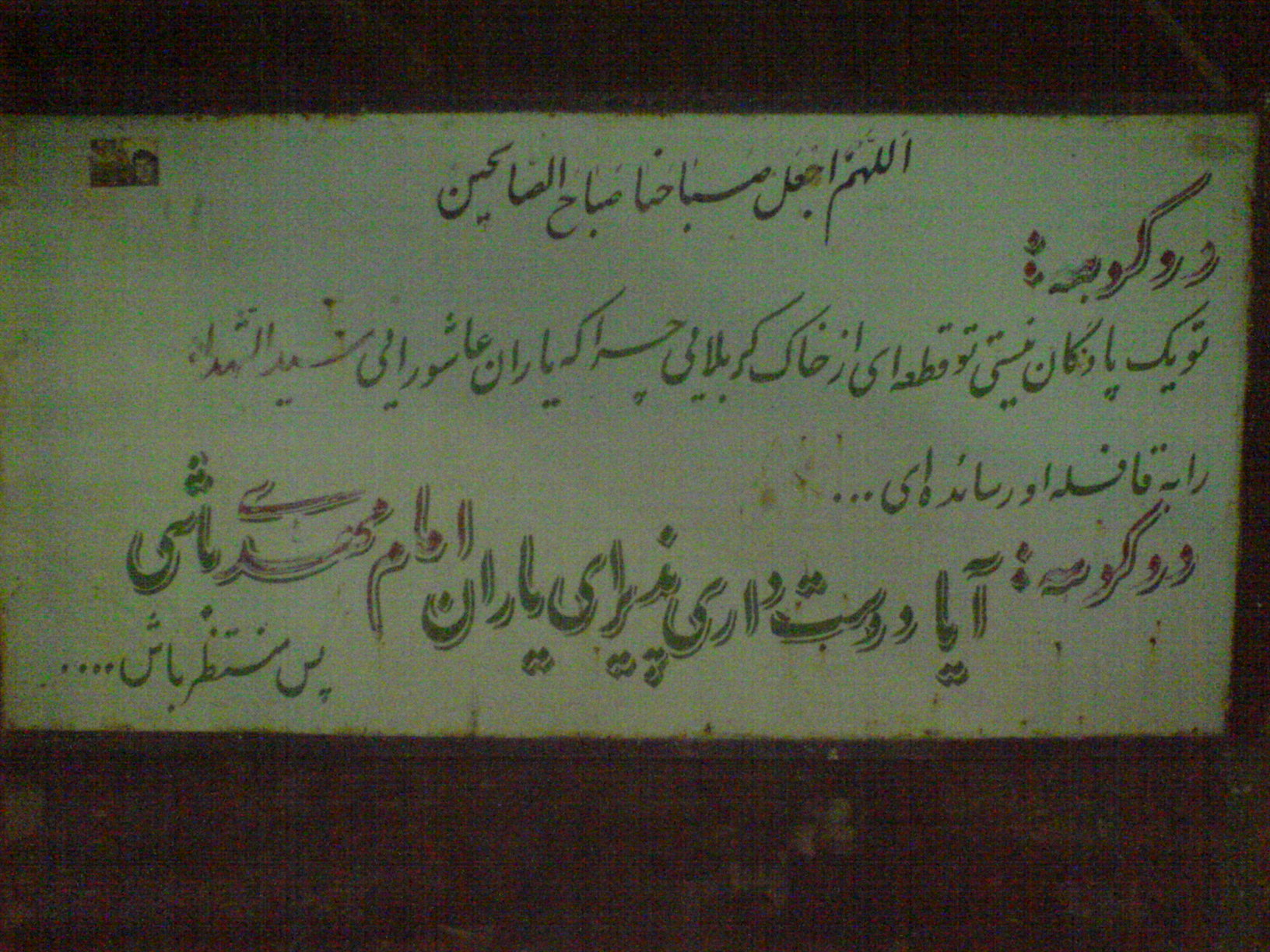
پادگان دوکوهه
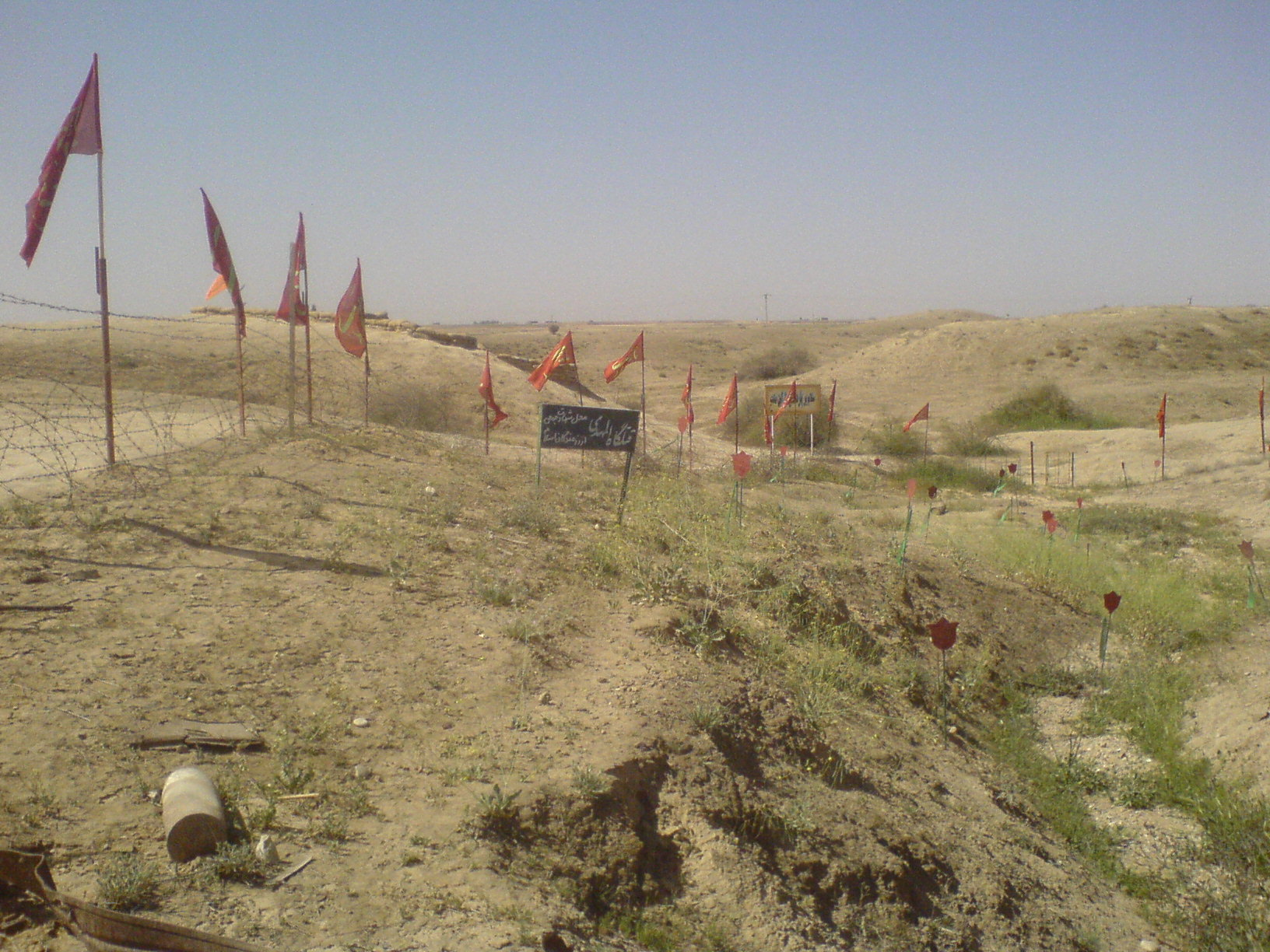
یادبود عملیات فتح المبین، قتله‌گاه المهدی
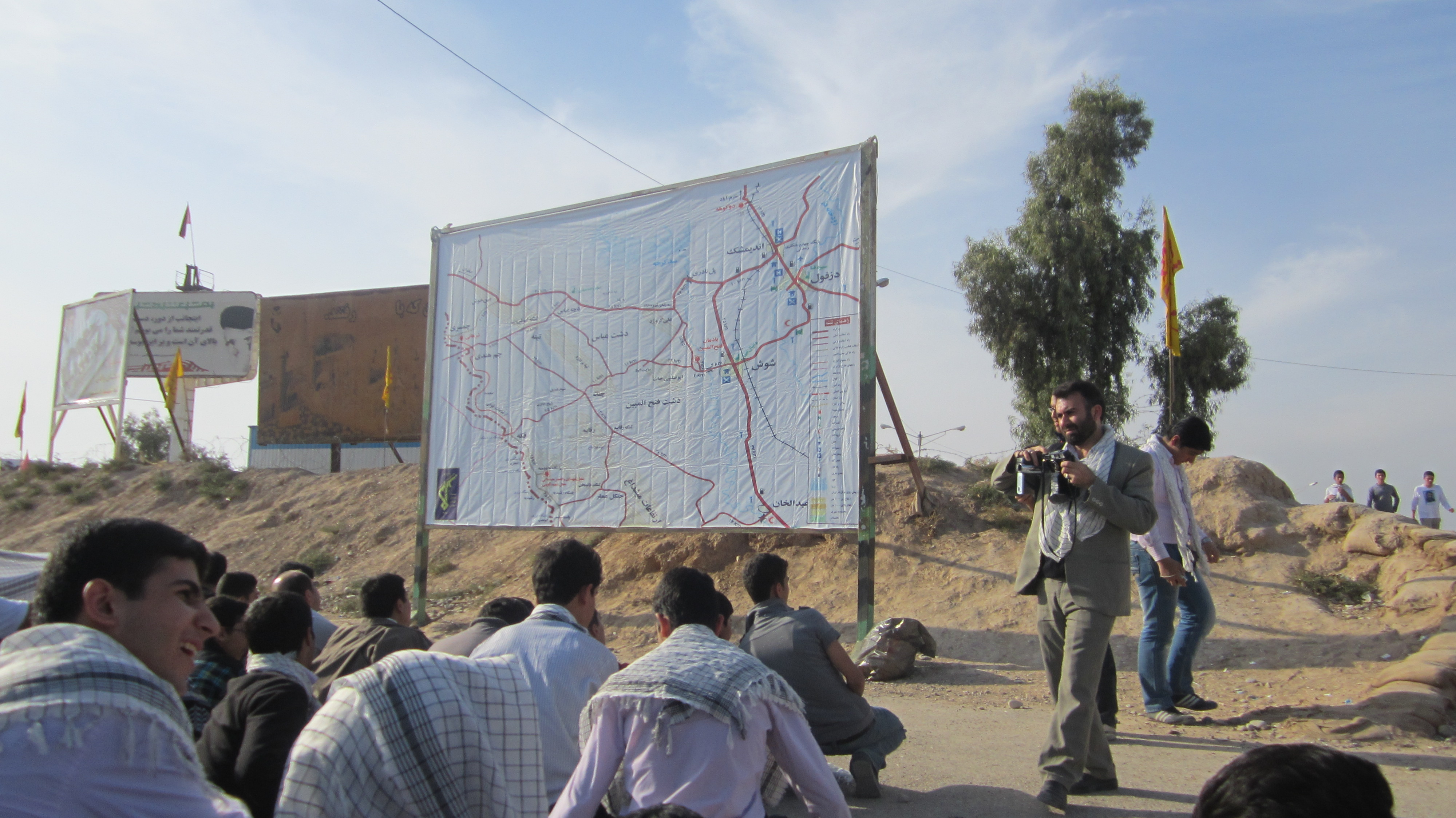
دادن توضیحاتی دربارهٔ عملیات فتح‌المبین به گردشگران راهیان نور
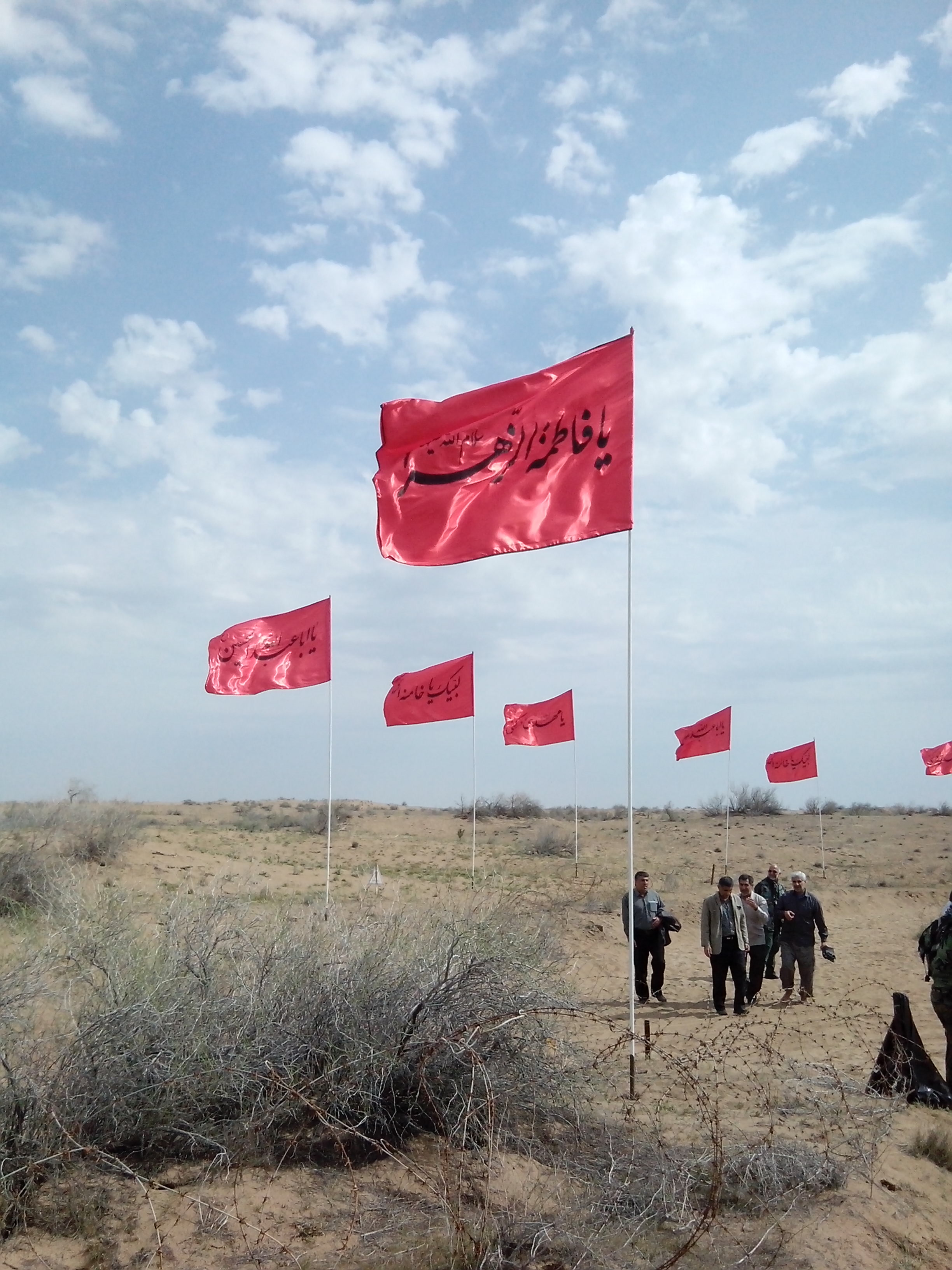
منطقه عملیاتی فکه ایران
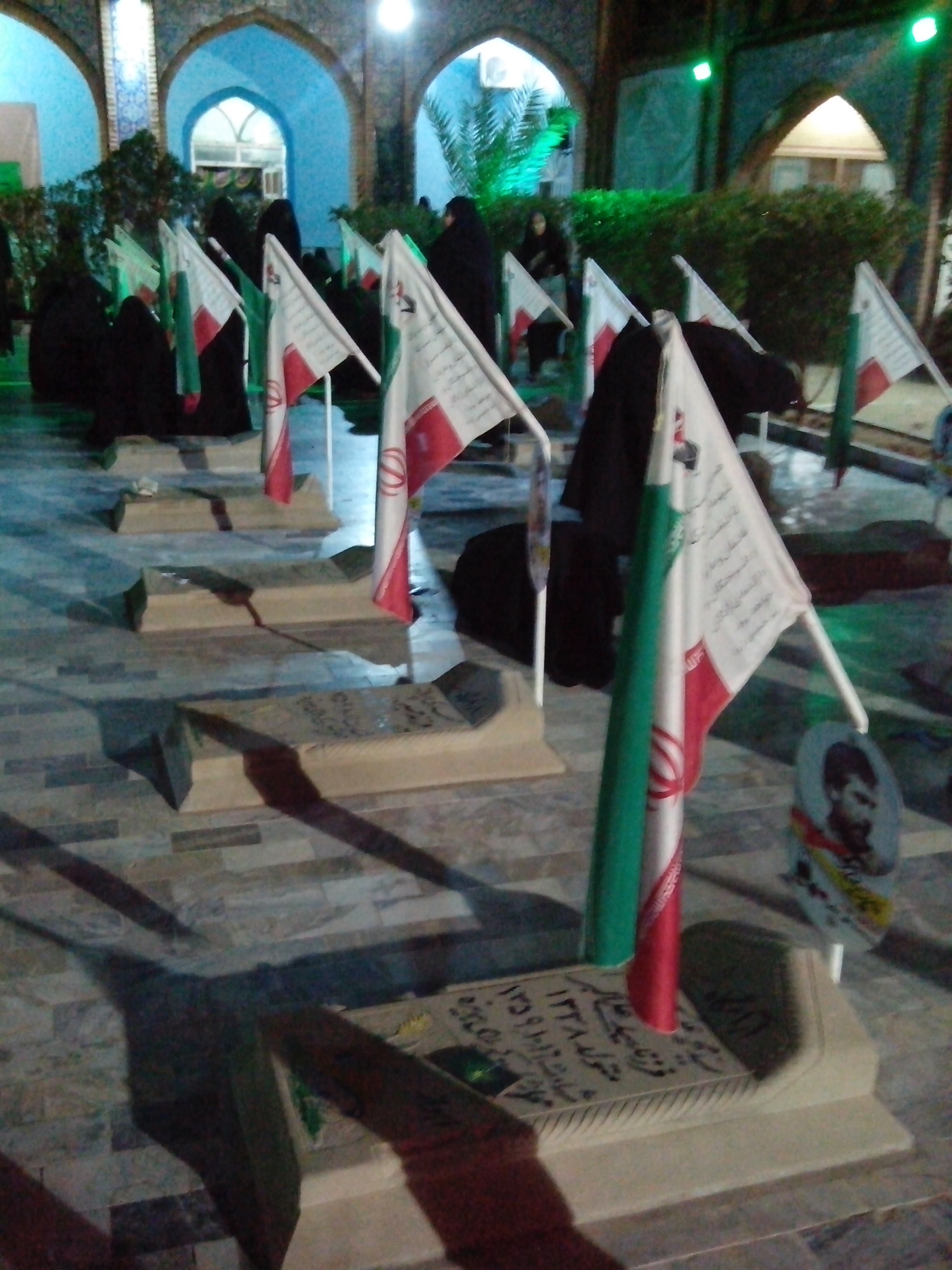
مزار شهدای هویزه